# Ejército Revolucionario del Pueblo de Zimbabue

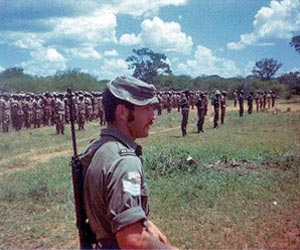
Fuerza de Vigilancia de la Commonwealth en un punto de reunión de ZIPRA.

El Ejército Revolucionario del Pueblo de Zimbabue (en inglés: Zimbabwe People´s Revolutionary Army ) o ZIPRA, fue la rama militar del ZAPU (Unión del Pueblo Africano de Zimbabue), movimiento fundado por Joshua Nkomo durante el periodo del Segundo Chimurenga contra el gobierno de minoría en Rodesia que luego se disolvió en el ejército del nuevo estado de Zimbabue. El ZIPRA se formó en los años 60, fundado por Jason Moyo, un teniente de Nkomo. ZAPU siempre estuvo tratando negociar un acuerdo con Rodesia, lo que previno el desarrollo de ZIPRA como una fuerza más grande. El ZANLA, su rival, crecía más rápido porque aprovechaba una estrategia maoísta de adoctrinar al campesinado y actuar en lugares de Rodesia, y no solamente fuera de ella, como lo hacía ZIPRA. En los tiempos del Acuerdo de Lancaster House, ZIPRA contaba con aproximadamente 20 000 tropas en campamentos por todas partes de Lusaka, pero también en otros lugares en Zambia. 

## Rivalidad con ZANLA
Además de ZAPU, hubo otros grupos militantes en la Segunda chibabuense, específicamente el ZANU y su rama militar ZANLA. Cuando ZIPRA se asoció casi completamente con el grupo étnico ndebele del norte, el ZANLA atrajo miembros de los shona del sur. La ideología radical de ZANLA incluyó el establecimiento de cuadras de militantes en áreas del campo, una táctica que los zipristas no aprovecharon. ZIPRA tenía una estrategia de guerrillas y convencional, pero no del modo zanlista de "guerra popular prolongada", un concepto que ZANLA tomó de Mao.

## Alianza con Kaunda
Tanto ZAPU como ZANU tuvieron bases externas a Rodesia. ZAPU siempre mantenía una infraestructura de guerreros en Zambia. El primer presidente de Zambia, Sr. Kenneth Kaunda, fue un activista anticolonialista durante la era de la Federación de Rodesia y Nyasalandia, un estado que incluyó Rodesia del Norte (Zambia), Rodesia del Sur (Zimbabue), y Nyasalandia (Malaui), y en 1964 consiguió hacer de Rodesia del Norte independiente, acabando automáticamente con la existencia de la Federación. ZAPU fueron los aliados más cercanos de Kaunda en su lucha de repetir el triunfo negro africano por Rodesia del Sur. Las mejores armas para los guerreros de ZIPRA llegaron por parte de la Unión Soviética a través de Kaunda y Julius Nyerere de Tanzania, e incluyeron también vehículos armados. La URSS no debía repudiar sus lazos con ZIPRA, porque Rodesia nunca tuvo reconocimiento internacional, demás que la República de Sudáfrica.

## El Chimurenga
El ejército de Rodesia logró adiestrarse en un nivel muy alto, y recibió el apoyo de la Policía Surafricana. Pero su equipo militar era anticuado e irreemplazable, en lo que respecta a aeronáutica. El embargo mundial aplicado a Rodesia creó una situación en la que actos de sabotaje que perpetraron los zipristas u otros militantes causaran serios daños a la economía rodesiana. Rodesia repuso con una guerra contraguerrilla, aprovechando la unidad Selous Scouts para desaconsejar a los campesinos negro-africanos de ayudar a los guerrilleros, y el SAS Rodesiano para asaltar en bases de guerreros de ZANLA en Mozambique o ZIPRA en Zambia. El posterior conflicto, denominado como el Segundo Chimurenga por los negro africanos y la Guerra del Monte por los rodesianos, terminó en un fracaso regional. Zambia, FRELIMO de Mozambique y Tanzania suministraron ayuda a los rebeldes. Los maestros portugueses de Mozambique (hasta 1975) y Sudáfrica ayudaron al gobierno de Ian Smith en Salisbury. Hasta 1978 hubo tres grupos militantes luchando contra el régimen blanco: ZANLA, ZIPRA, y FROLIZI. ZANLA fue el mayor en número y gozaba de mayor respaldo, mientras que ZIPRA fue el último en formarse. 

### El Acuerdo Interno
En 1978 el obispo metodista episcopal Abel Muzorewa acabó de negociar un acuerdo con el primer ministro de Rodesia, Ian Smith. Mediante el acuerdo el gobierno de Rodesia haría un reparto del poder entre los negro-africanos y los blancos por medio de elecciones democráticas. En 1979 el obispo Muzorewa y su Consejo Nacional Africano Unido (UANC) triunfaron en las elecciones y el 1 de junio él sustituyó a Ian Smith como el primer ministro del nuevo estado de Zimbabue Rodesia.

### Respuesto de ZIPRA
Aunque en el mundo hubo algunos que apoyaron el acuerdo, ni ZAPU/ZIPRA, ni siquiera ZANU/ZANLA, participaron en el Acuerdo Interno. (FROLIZI de James Chikerema los asignó, y tuvieron parte en el nuevo gobierno. Una facción de ZANU, ZANU-Ndonga desde Rev. Ndabaningi Sithole tomaron parte también). Luego acusaron al Obispo Muzorewa como colaboracionista, especialmente cuando dijo que todos los militantes que continuaran guerreando serían tratados duramente. Ellos habían ayudado por la comunidad nacional, especialmente Gran Bretaña la que no reconoció un acuerdo que no incluía todos los partidos beligerantes, y entonces no reconoció ni siquiera a Zimbabue Rodesia. ZIPRA siguió luchando hasta la convención de representantes de Zimbabue Rodesia con los rebeldes, a fines de 1979, en Lancaster House en Londres.

## Asaltos en el Chimurenga
En los años 1970s guerreros zipristas hicieron asaltos de sabotaje como la bombeada del depósito centro de petróleo en Salisbury, la capital de Rodesia. Pero en 1978 ellos recibieron ayuda especial de la URSS, que les suministró cohetes antiaéreas, de modelo Strela. 
- El 3 de septiembre de 1978 un avión desde Air Rhodesia RH285 había tirado una de las Strelas cerca de Kariba Dam. De los 56 pasajeros mataron 38 por el cohete y choque del avión, y los demás diez por ejecuciones a cargo de zipristas que llegaron al sitio del choque. El ataque hizo problemas grandes por Joshua Nkomo en justificar los maltratos de sus guerreros.

- El 12 de febrero de 1979, en un ataque idéntico, había tirado Vuela RH287 desde Air Rodesia a cerca de Kariba Dam con 59 víctimas.

## Disolución y purgas
Desde el Acuerdo de Lancaster House todos los grupos armados en el conflicto, ZANLA, ZIPRA, FROLIZI, el Ejército Rodesiano y los Selous Scouts y SAS Rodesiano debieron unirse en el nuevo ejército zimbabuense. En las elecciones de 1980 se alzó al poder la alianza ZANU-PF (el PF es por "Frente Patriótico") dominado por Robert Mugabe de ZANU. Joshua Nkomo reaciamente disolvió sus guerreros en el ejército, y se hizo socio del gobierno de Mugabe como ministro de asuntos internos. Pero los excombatientes zipristas sufrieron de discriminación en el ejército y no recibieron ascensos en grado en detrimento de sus compañeros ex-zanlistas. Militantes de ambos movimientos chocaron frecuentemente en los territorios de los ndebele, donde los soldados del ejército (con un mayoría de los shona) se portaron a los civiles como una fuerza de ocupación, y no como defensores del pueblo. En 1982 descubrieron armas a militantes exzipristas (posiblemente colocados por agentes de la CIO, la policía secreta de tanto Rodesia y Zimbabue), las que implicaron a Nkomo en el plan de dar un golpe de estado. 

### Gukurahundi
Según ese pretexto, Mugabe desencadenó una fuerza llamada la Brigada 5a, también conocida en su apodo shona Gukurahundi bajo la comanda del Coronel Perence Shiri contra las provincias ndebele lealistas a Nkomo. El Gukurahundi toma el nombre también de las matanzas que hicieron los guerreros de la unidad como ndebeles, especialmente exzipristas, personas de ZAPU, y otros oponentes de Mugabe. Según el Acuerdo de Unidad en 1987 Sr. Nkomo incumplió en la existencia de ZAPU como un grupo separado de ZANU-PF, y entonces hacía una "paz" dentro el gobierno y los exzipristas que huyeron al monte para escapar por temor a morir. Desde entonces, los restos de ZIPRA cesaron de ser una fuerza política de la oposición y fue reemplazada por el MDC.